# نیروگاه آلساندرو ولتا
نیروگاه سیکل ترکیبی آلساندرو ولتا (به ایتالیایی: Centrale termoelettrica Alessandro Volta)  (ایتالیا، در ناحیه لاتزیو، استان ویتربو، در شهر مونتالتو دی کاسترو)، یکی از نیروگاه‌های کشور ایتالیا و بزرگ‌ترین نیروگاه این کشور، از نوع سیکل ترکیبی متعلق به شرکت انل با ظرفیت تولید ۳۶۰۰ مگاوات که شامل ۱۲ واحد است.
این نیروگاه شامل ۴ واحد بخار ۶۶۰ مگاواتی با ظرفیت ۲۶۴۰ مگاوات و ۸ واحد توربین گاز ۱۲۰-۱۲۵ مگاواتی ساخت Nuovo Pignone و فیات با ظرفیت ۹۶۰ مگاوات است.
این نیروگاه، بزرگ‌ترین نیروگاه ایتالیا است، اما به دلیل هزینه‌های بالای سوختِ مورد نیاز نیروگاه، به نسبت کمی از آن استفاده می‌شود (حدود ۳۰۰۰ ساعت در سال).
سوخت واحدهای بخار نفت کوره است که در سال ۲۰۰۹، این نیروگاه یک میلیون تن دی اکسید کربن به اتمسفر وارد کرد.